# Urs Schwaller
Urs Schwaller (ur. 31 października 1952 we Fryburgu) – szwajcarski polityk, członek Rady Kantonów od 2003. Członek Chrześcijańsko-Demokratycznej Partii Ludowej Szwajcarii (CVP/PDC).

## Życiorys
Jest doktorem prawa. Od maja 1986 do grudnia 1991 zajmował stanowisko prefekta w okręgu Singine w kantonie Fryburg. W latach 1992–2004 wchodził w skład rządu lokalnego kantonu Fryburg. Od 1992 do 1996 stał w nim na czele Departamentu Spraw Wewnętrznych. Leśnictwa i Rolnictwa, a od 1997 do 2004 kierował Departamentem Finansów.
1 grudnia 2004 został wybrany deputowanym w Radzie Kantonów. Rok później został przewodniczącym grupy parlamentarnej CVP/PDC w tej izbie.
16 września 2009 był kandydatem CVP/PDC w wyborach do Szwajcarskiej Rady Związkowej. Nie otrzymał jednak wymaganej większości głosów poparcia.
Jest żonaty, ma troje dzieci.